# Richard Borshay Lee
Richard Borshay Lee OC (nascido em 1937) é um antropólogo canadense. Lee estudou na Universidade de Toronto e na Universidade da Califórnia, Berkeley, onde recebeu um Ph.D. Atualmente, ele ocupa uma posição na Universidade de Toronto como Professor Emérito de Antropologia. Lee também está atualmente pesquisando questões relativas aos povos indígenas do Botswana e da Namíbia, particularmente sua ecologia e história.
Conhecido melhor por seu trabalho em Ju'/hoansi, Lee ganhou o Prêmio Anisfield-Wolf Book de 1980 por seu livro The! Kung San: Homens, Mulheres e Trabalho em uma Sociedade Forrageira. Com Irven DeVore, Lee foi co-organizador do Simpósio da Universidade de Chicago de 1966 em "Man the Hunter". Lee co-editou com Richard Daly A Enciclopédia Cambridge de Hunter-Gatherers, que foi publicada pela primeira vez em 1999. Em 2003, a Anthropologica, a revista da Sociedade Canadense de Antropologia, dedicou uma edição à obra de Lee. Em 2011, ele foi co-autor do livro infantil Africans Thought of It: Amazing Innovations com Bathseba Opini.
Mais recentemente, sua pesquisa concentrou-se na antropologia da saúde e nos fatores culturais e sociais da epidemia de Aids no sul da África, para os quais recebeu fundos dos Institutos Nacionais de Saúde (EUA) via Escola de Saúde Pública da Universidade Columbia, bem como diretamente de Universidade de Toronto.

## Associações profissionais
Lee tem atuado em várias associações profissionais, incluindo: a Association of American Anthropologists, para a qual ele organizou várias reuniões e simpósios; membro fundador da Anthropologists for Radical Political Change; ex-presidente da Sociedade Canadense de Antropólogos e da Sociedade Canadense de Etnologia. Ele também foi árbitro de várias publicações (Antropólogo Americano, Atual Antropologia) e agências de concessão (Conselho de Pesquisa em Ciências Sociais e Humanas, Fundação Wenner-Gren e Fundação Nacional de Ciência). Ele é membro da Royal Society of Canada e é membro honorário estrangeiro da Academia Americana de Artes e Ciências.

## Publicações selecionadas
- Subsistence Ecology of !Kung Bushmen (1965), PhD Dissertation, University of California, Berkeley.
- Hunter-gatherers in process: The Kalahari Research Project, 1963-76 (1978), in G. Foster et al. (Eds.), Long-term field research in social anthropology (pp. 303-321). New York: Academic Publishing.
- The !Kung San: Men, Women and Work in a Foraging Society (1979), Cambridge and New York: Cambridge University Press. Chapter 9 available here
- Anthropology at the crossroads: From the age of ethnography to the age of world systems (1998), Social Dynamics 24(1), 34-65.
- The Cambridge Encyclopedia of Hunter-Gatherers(1999), Cambridge: Cambridge University Press.
- Indigenous rights and the politics of identity in post-apartheid southern Africa (2003), in B. Dean & J. M. Levi (Eds.), At the risk of being heard: Identity, indigenous rights, and postcolonial states (pp. 80-111). Ann Arbor, MI: University of Michigan Press.
- The Dobe Ju/'hoansi (2003), 3rd ed., Thomson Learning/Wadsworth.
- Power and property in twenty-first century foragers: A critical examination (2004), in T. Widlok & T. Wolde, (Eds.), Power and equality: Encapsulation, commercialization, discrimination (pp. 16-31). Oxford: Berg Publishing.
- Africans Thought of It: Amazing Innovations (2011)

## Prêmios
- Prêmio Anisfield-Wolf Book de 1980 por The! Kung San: Homens, Mulheres e Trabalho em uma Sociedade Forrageira
- 1980 Prêmio Herskovits da Associação Africana de Estudos para o! Kung San: Homens, Mulheres e Trabalho em uma Sociedade Forrageira
- 2016 Nomeado Oficial da Ordem do Canadá.[1]